# فريدريك لودفيغ ليندنر
فريدريك لودفيغ ليندنر (بالألمانية: Friedrich Ludwig Lindner)‏ هو كاتب وصحفي ألماني، ولد في 23 أكتوبر 1772 في يلغافا في لاتفيا، وتوفي في 11 مايو 1845 في شتوتغارت في ألمانيا.